# حزب عمال ساو تومي
حزب عمال ساو تومي (بالبرتغالية: Partido Trabalhista Santomense‏) هو حزب سياسي معارض في ساو تومي وبرينسيب. رئيس الحزب هو أناكليتو رولين.
شارك الحزب في الانتخابات التشريعية لعام 2002، وأطلق مرشحين في أربع دوائر انتخابية. في المجموع حصل على 4.87٪ من الأصوات. لكنه فشل في الفوز بمقعد في الجمعية الوطنية.
دعم الحزب باتريس تروفوادا في الانتخابات الرئاسية في 30 يوليو 2006. حصل على 38.82٪ من الأصوات، ليحتل المركز الثاني بفارق كبير عن شاغل المنصب فراديك دي مينيزيس، الذي حصل على 60.58٪ من الأصوات.